# 登馬克鎮區 (明尼蘇達州華盛頓縣)
登馬克鎮區（英語：Denmark Township）是位於美國明尼蘇達州華盛頓縣的一個行政鎮區，於1858年設立。

## 地方資料
登馬克鎮區的面積為78.60平方千米，當中陸地面積為73.82平方千米，而水域面積為4.78平方千米。根據2020年美國人口普查的數據，當地共有人口1801人，而人口密度為每平方千米22.91人。